# Zhucheng
Zhucheng (诸城 ; pinyin : Zhūchéng) est une ville de la province du Shandong en Chine. C'est une ville-district placée sous la juridiction de la ville-préfecture de Weifang. L'activité agricole y est importante.

## Démographie
La population du district était de 1 052 603 habitants en 1999.

## Paléontologie
Le 31 décembre 2008, les paléontologues de l'Institut de paléontologie des vertébrés et de paléoanthropologie de l'Académie chinoise des sciences ont annoncé avoir découvert 7 600 fossiles de dinosaures depuis mars 2008 autour de Zhucheng. Les derniers sites découverts sont situés à proximité des villes de Longdu, Shunwang, Jiayue et Zhigou.Les paléontologues pensent qu'ils ont trouvé l'un des plus grands sites de restes de dinosaures dans un gros trou d'excavation. Les os fossilisés datent de la fin du Crétacé juste avant l'extinction des dinosaures. Les fossiles trouvés comprennent les restes d'un hadrosauridae de 20 mètres, un record de taille pour un dinosaure à bec de canard. Un crâne fossilisé d'un grand Ceratopsia a également été trouvé avec des os qui appartiennent à des Ankylosauria, dinosaures à queue en massue. Ils ont également trouvé des restes fossilisés de tyrannosaures et de coelurosaures.

« Ce groupe de dinosaures fossilisés est actuellement le plus grand jamais découvert dans le monde... en termes de superficie. »

— Déclaration du professeur Zhao Xijin, paléontologue responsable des fouilles de l'Institut de paléontologie des vertébrés et de paléoanthropologie, à la BBC
Cette forte concentration de fossiles d'os dans un si petit espace est importante pour les théories de l'extinction des dinosaures. Un chantier de fouilles, de 300 mètres de long, 10 mètres de large et 5 mètres de profondeur, où les scientifiques ont commencé à creuser depuis mars 2008, a permis de retrouver plus de 3000 os fossilisés. Une revue scientifique sur les fossiles retrouvés devrait être publiée au cours de l'année 2009. Les scientifiques pensent qu'une éruption volcanique pourrait avoir tué les dinosaures et, à la suite d'inondations, les fossiles auraient pu être charriés à Zhucheng, qui aurait été une zone de marécages à l'époque.
Les autorités locales de la province du Shandong ont des plans pour mettre en place un parc de fossiles dans la région.